# Добротівські відслонення
Добро́тівські відслóнення — комплексна пам'ятка природи місцевого значення в Україні. Розташована в межах Надвірнянського району Івано-Франківська області, на схід від смт Делятин і на південь від села Добротів.

## Опис
Площа 5 га. Створена рішенням Івано-Франківського облвиконкому від 07.07.1972 р. № 264. Перебуває у віданні Зарічанської сільської ради.
Під охороною — унікальні відслонення міоценових пластів, у яких виявлено сліди вимерлих хребетних тварин.
Уздовж берегів річки Прут в районі гирла річки Ослави протягом 3 км оголюється вузька смуга загірської, стебницької та добротівської світи і насув великого блоку порід загірської світи на стебницьку світу. Добротівська світа — мілководні, тонкошаруваті, сірі аргіліти з рідкими прошарками алевролітів та пісковиків. На площинах нашарувань помітні знаки хвиль, виходу газів, сліди кіз, птахів, залишки ходів черв'яків, тріщини всихання, сліди струменів води, грязей, зсувів та каналів виділення газів. Також виявлені сліди тварин родини котячих, які жили тут 20 млн. років тому на березі мілкого теплого моря.
Іноді виходи порід мають оригінальні форми (наприклад, скеля «Сфінкс»), зумовлені процесами вивітрювання. Оголені породи є важливим опорним розрізом міоценових відкладів і свідчать про фаціальну мінливість субсинхронних порід верхньоворотищенської світи, представленими північно-західніше сірими соленосними і гіпсоносними глинами з нечисленними прошарками алевролітів.
Цей розріз має суттєве стратиграфічне значення не лише в регіональному, але й у загальнодержавному значенні. Відслонення має велику наукову палеонтологічну, палеогеографічну та палеозоологічну цінність, а також непересічне пізнавальне значення. За представництвом та кількістю слідів Добротівські відслонення стоять у ряду найунікальніших витворів природи такого роду і перевершують подібні відомі відслонення з відбитками тварин та птахів в Колорадо (США), Угорщині, Ірані та Іспанії.

## Галерея

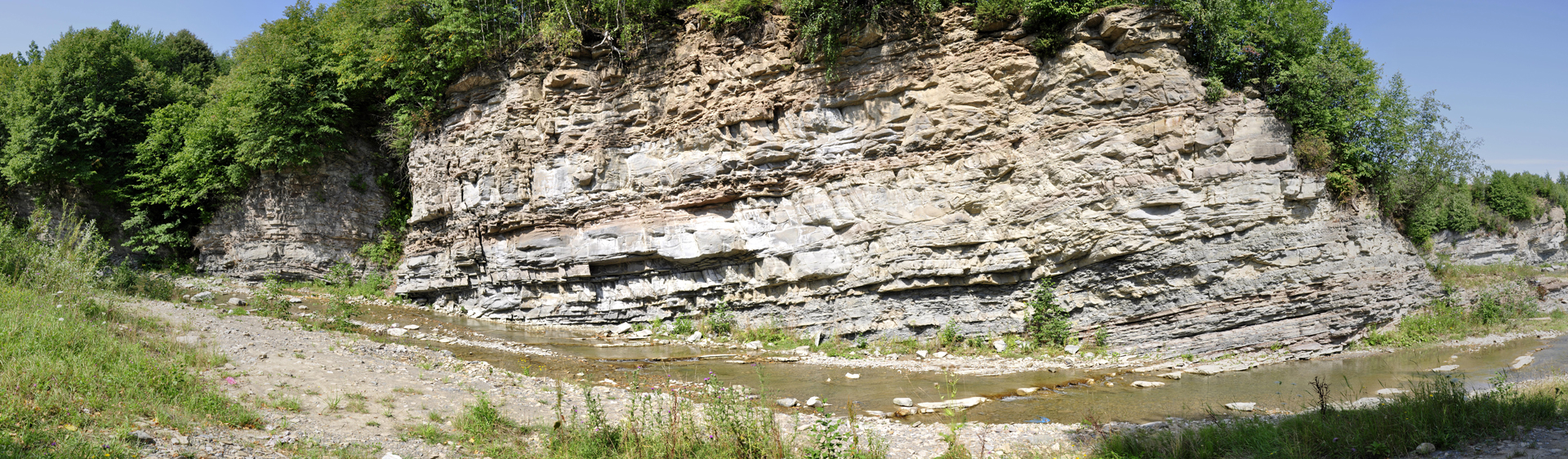
Панорама відслонення при гирлі річки Ослави
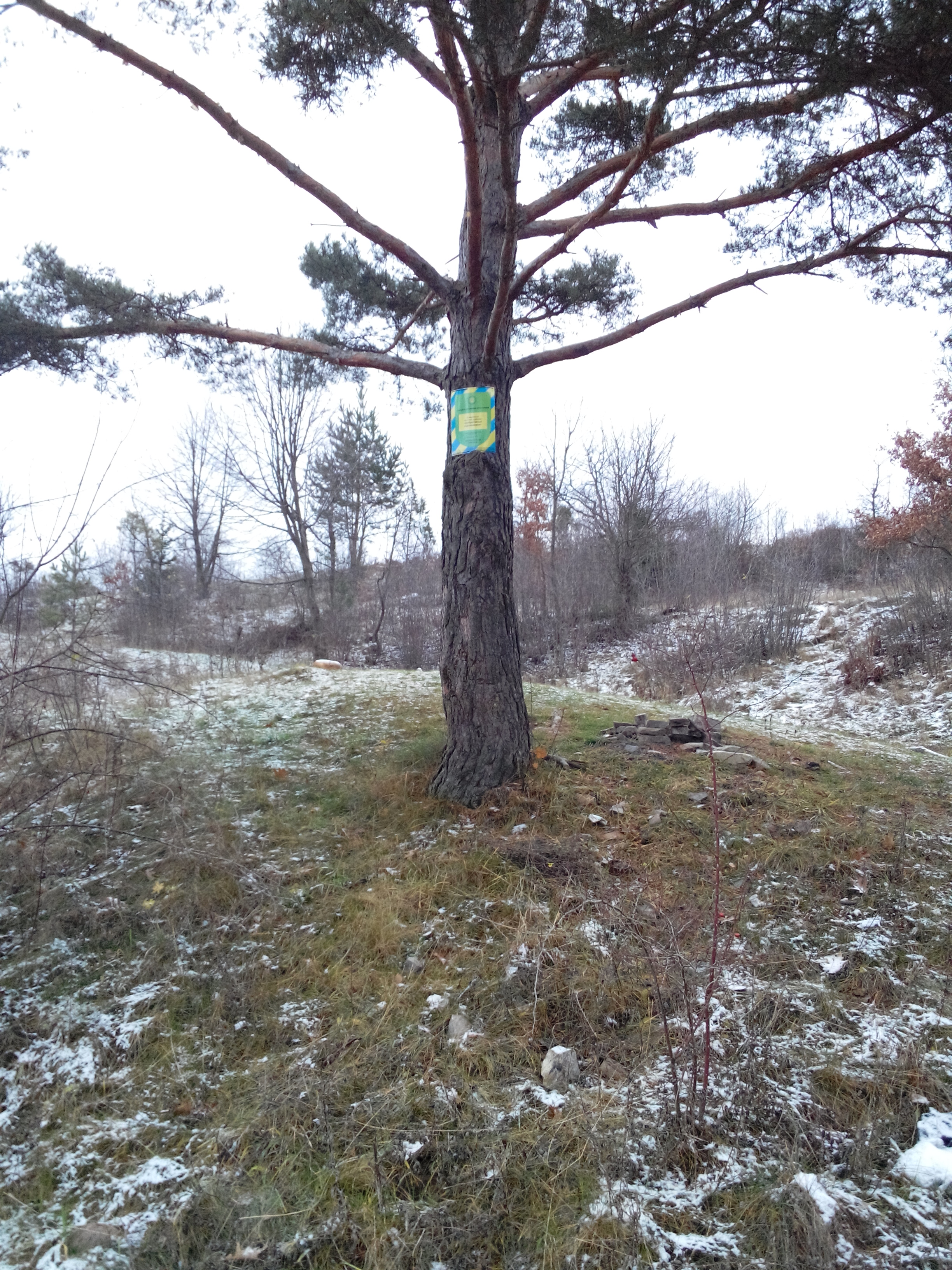
Природоохоронний знак
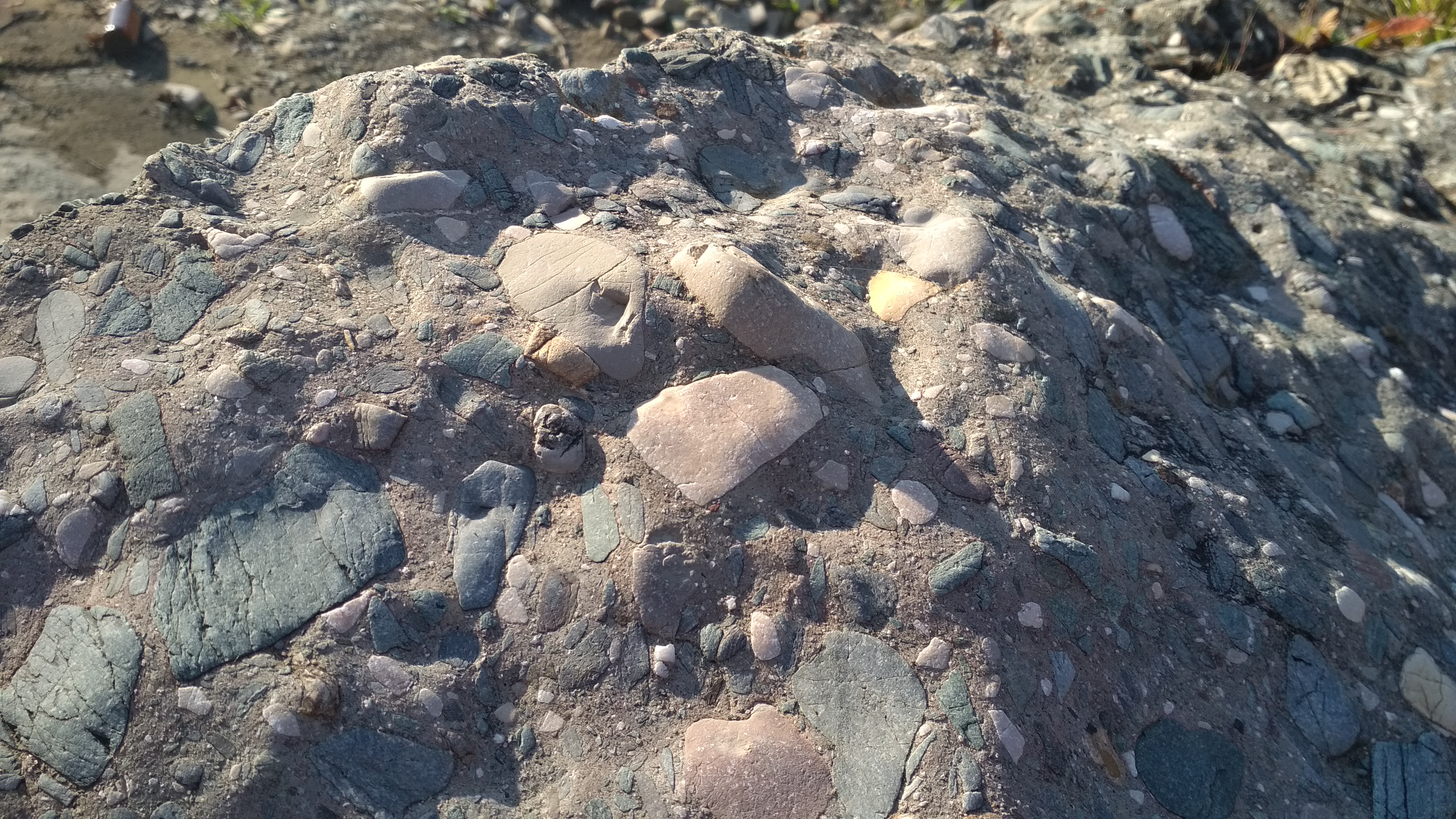
Зразок плити